# قبيلة داكوتا

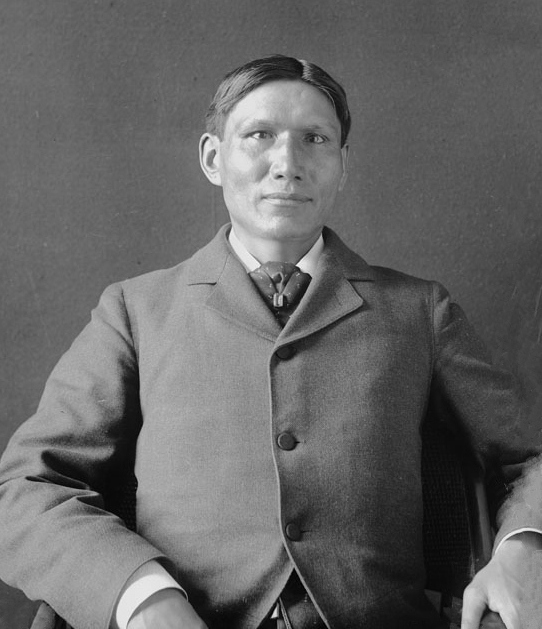

قبيلة داكوتا هي قبيلة من السكان الأصليين للولايات المتحدة والحكومة عشيرة الأمم الأولى في أمريكا الشمالية. أنها تشكل اثنين من الثقافات الفرعية الثلاثة الرئيسية شعب سو، وتنقسم عادة إلى داكوتا الشرقية وداكوتا الغربية.
داكوتا الشرقية هي سانتي (Isáŋyathi أو ايسان-آثي؛ «سكين» + «معسكر»)، الذين يقيمون في داكوتا شرق ووسط ولاية مينيسوتا وشمال ولاية ايوا. وقد اعترفت أنها اتحاديا القبائل المستقرة في عدة أماكن.
داكوتا الغربية هي ينكتون، ويانكتوناي (، «قرية-في-ونهاية» و «ليتل قرية في رأس النهاية»)، الذين يقيمون في منطقة نهر ميزوري. ويشار إلى ينكتون-يانكتوناي جماعي أيضا من قبل اسم محلي Wičhíyena. لديهم أيضا قبائل متميزة معترف بها فدراليا.
في الماضي تم تصنيف داكوتا الغربية خطأ كما على أنها ناكوتا، وهي فرع من سو الذي انتقل في الغرب. وهذه الأخيرة تقع الآن في مونتانا وعبر الحدود في كندا، حيث تعرف باسم ستوني.